# Nowa Brda (przystanek kolejowy)
Nowa Brda – zlikwidowany w 2006 roku przystanek osobowy, a dawniej stacja kolejowa w Nowej Brdzie w Polsce, w województwie pomorskim, w powiecie człuchowskim, w gminie Przechlewo.